# Setodes akunchita
Setodes akunchita är en nattsländeart som beskrevs av Schmid 1987. Setodes akunchita ingår i släktet Setodes och familjen långhornssländor. Inga underarter finns listade i Catalogue of Life.